# Ericus Johannis (birgittinmunk)
Ericus Johannis, född omkring 1362, död 11 november 1447, var en svensk birgittinmunk.
Ericus Johannis var från Öland och vigdes till munk i Vadstena kloster 1389. År 1401 blev han under Ingegerd Knutsdotters tid som abbedissa generalkonfessor och sändes 1402 tillsammans med Thorirus Andreæ till kurian i Rom för att där förhandla om de konflikter som uppkommit kring klostrets styrelse. Ericus Johannis fick själv sitta kvar då Ingegerd avsattes och lyckades förmå Lucas Jacobi att avgå som generalkonservator varpå han 1403 återvände till Sverige. 1410 sändes han att inspektera det nygrundade dotterklostret Mariendal i Reval. 1416 sändes han tillsammans två andra munkar för att grundlägga birgittinklostret i Maribo i Danmark, men återkom därefter till Vadstena och fortsatte att verka som generalkonfessor fram till 1423, då han avsade sig ämbetet. Han kvarstod dock som tillförordnad generalkonfessor åtminstone till 1430 och kallas i ett brev 1435 vice konfessor. 1425 utsågs han till generalvisitator för klostren Marienkron och Marienwald, men på grund av ålder och sjukdom kunde han inte åta sig uppdraget. 1429 presiderade han Vadstena generalkapitel.